# Carnac Island
Carnac Island (of Ngooloormayup) is een eiland in West-Australië. Het ligt voor de westkust in het zuiden nabij Fremantle.

## Geschiedenis
De oorspronkelijke bewoners van de kuststreek waren de Whadjuk Nyungah Aborigines. De Aborigines noemden het eiland vermoedelijk Ngooloormayup wat "plaats van de kleine broer" betekende.
Rond 1801-03 deden een aantal Franse ontdekkingsreizigers het eiland aan waaronder Louis de Freycinet en Nicolas Baudin. Het eiland werd Île Pelée, Île Lévilian en Île Berthelot genoemd. In 1827 gaf James Stirling het eiland haar huidige naam. Hij vernoemde het naar John Rivett Carnac, een van de officieren op zijn schip HMS Succes.
In 1836-37 werd er een basis voor de walvisvaart gevestigd. De eerste kerk van Perth werd naar het eiland verhuisd om als opslagplaats te dienen. De activiteiten werden reeds na enkele jaren stil gelegd als gevolg van het verlies van verscheidene bemanningsleden, schade aan de boten en veelvuldige diefstallen. In 1832 werd het eiland enkele maanden als een gevangenis gebruikt. Yagan en twee van zijn kompanen werden er gevangen gezet onder het toeziende oog van Robert Menli Lyon, die hen tot het christendom en de westerse manier van leven probeerde te bekeren, en twee soldaten. Yagan en zijn twee kompanen ontsnapten echter.
Op 8 september 1884 wees de overheid Carnac Island tot een plaats voor quarantaine aan. Er werd £ 900 voor het optrekken van gebouwen op het eiland uitgetrokken. De federale overheid confisqueerde het eiland in 1916 voor militaire doeleinden. Op een kaart van het ministerie van binnenlandse zaken van 1917 staan twee hutten en een vuurtoren. In 1961 gaf de federale overheid het eiland terug aan de staat West-Australië. In 1963 werd het een klasse A reservaat voor recreatie en behoud van de fauna. In 1972 kreeg het de naam Carnac Island Wildlife Sanctuary. Het werd een natuurreservaat in 1979, genaamd Carnac Island Nature Reserve.

## Geografie
Carnac Island ligt in de Indische Oceaan, voor de westkust nabij Fremantle en Perth in West-Australië, tussen Garden Island en Rottnesteiland. Het heeft een groot strand in het oosten en twee kleinere stranden in het westen. Elders bestaat de rand van het eiland uit 10 tot 15 meter hoge kliffen. Rondom liggen enkele rotseilandjes en riffen. Het eiland bestaat uit door lithificatie ontstane kalksteen, een overblijfsel van duinen uit het Pleistoceen. Er is geen permanente bron van zoetwater op het eiland.

## Fauna en flora

### Fauna
De meest opvallende dieren op het eiland zijn zeevogels, zeeleeuwen, tijgerslangen en stekelskinken.
- De bedreigde Australische zeeleeuw komt voor op het eiland. Vroeger zou het eiland een broedplaats geweest zijn maar dit is niet meer het geval. Het eiland wordt enkel bezocht buiten de broedperiodes en enkel door de mannelijke Australische zeeleeuwen. Ongeveer 1/3 van de tijd zijn ze meer noordelijk te vinden om zich voort te planten. Occasioneel kan men op het eiland ook de Nieuw-Zeelandse zeebeer aantreffen.[7]
- Carnac Island is een Important Bird Area (IBA) omdat de kwetsbare elfenstern er broedt. Verder broeden ook de dwergpinguïn, wigstaartpijlstormvogel, bonte aalscholver, Australische bonte scholekster, reuzenstern, grote kuifstern, brilstern en de witkopmeeuw op het eiland.[6] Een toename van de aantallen bonte aalscholvers in de laatste decennia van de 20e eeuw was aanleiding voor bezorgdheid over de gevolgen op de andere broedende zeevogels en de eilandvegetatie.[8]
- Er leven minstens 400 Australische tijgerslangen op het kleine eiland. De grote meerderheid van de slangen zijn mannelijk en 5% van de slagenpopulatie is blind. Die eigenaardigheden brachten David Attenborough en een cameraploeg van de BBC in 2006 naar het eiland. Er bestaan verschillende theorieën over hoe de slangen op het eiland zijn terecht gekomen. Een ervan luidt dat Lindsay "Rocky" Vane er slangen achterliet. Hij verloor eerst zijn vrouw en vervolgens zijn nieuwe partner door slangenbeten tijdens zijn slangenshows. Zijn shows werden daarop door de overheid verboden.[9] De Egernia kingii komt ook voor op het eiland.[6]

### Flora
Het aandeel exoten in de eilandvegetatie is gestegen van 34 % in 1951 tot 63 % in 2003. Inheemse planten zoals Acacia rostellifera en Olearia axillaris zijn vervangen door ijskruid en kaasjeskruid (Malva parviflora). De veranderingen zouden mogelijk zijn veroorzaakt door het verdwijnen van het konijn, de toenemende verzilting door occasionele orkanen 's zomers en in de herfst en het broeden van zeevogels.